# Trente pièces d'argent

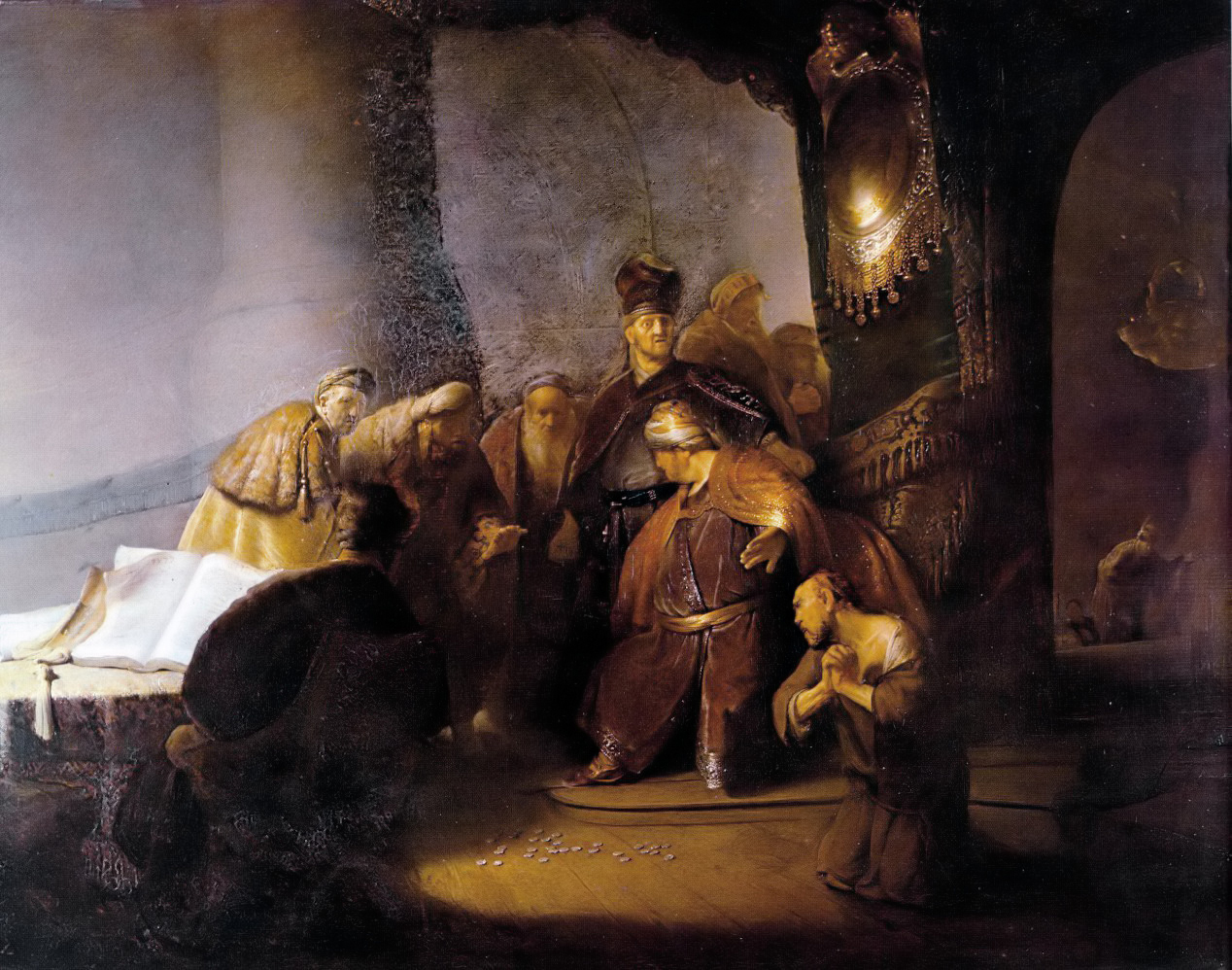
Judas rapportant 30 deniers par Rembrandt, 1629.

Trente pièces d'argent est le prix pour lequel Judas Iscariote a trahi Jésus de Nazareth, d'après l'Évangile selon Matthieu 26:15.

## Récit du Nouveau Testament
Selon les évangiles, Judas Iscariote était un disciple de Jésus. Avant la Cène, Judas alla voir les grand-prêtres et accepta de leur livrer Jésus en échange de trente pièces d'argent. Jésus fut ensuite arrêté au jardin de Gethsémani, où Judas révéla son identité aux soldats en lui donnant un baiser.
D'après le chapitre 27 de l'Évangile selon Matthieu, Judas est ultérieurement pris de remords et rend l'argent aux grand-prêtres, qui s'en servent pour acheter le « champ du potier ».

## La référence à des prophéties de la Bible hébraïque
L'évangile selon Matthieu renvoie pour cette trahison contre argent à une prophétie de la Bible hébraïque attribuée à Jérémie ; selon E. Cuvillier, la citation que produit l'évangile combine en fait Zacharie 11, 12-13, et Jérémie, 18, 2-3 ; 19, 1-2, et 32, 6-15.
Voilà ce que l'on peut lire dans Mt, 27, 9 : « Alors s'accomplit ce qui avait été dit par le prophète Jérémie : « Et ils prirent les trente pièces d'argent : c'est le prix de celui qui fut évalué, de celui qu'ont évalué les fils d'Israël. Et ils les donnèrent pour le champ du potier, ainsi que le Seigneur me l'avait ordonné. »
Dans ses notes de la Bible, Augustin Calmet, bénédictin du XVIIIe siècle, analyse surtout le texte-source de la prophétie de Zacharie, en soulignant les différences assez considérables qui séparent les deux occurrences des fameux « trente deniers ».
A. Calmet rappelle le texte du Livre de Zacharie (XI, 12, 13), où le prophète dit : « Je leur dis : Si vous le trouvez bon, donnez-moi ma récompense. Sinon ne le faites pas. Ils pesèrent alors trente pièces (sicles) d'argent pour ma récompense. Et le Seigneur me dit : Allez donner au potier cet argent, ce beau prix auquel ils m'ont apprécié ; et j'allai dans la maison du Seigneur les donner au potier ». Puis le bénédictin commente Matthieu dans ces termes : « Les expressions rapportées par l'évangéliste ne sont pas précisément les mêmes que celles du prophète ». En effet, dans Zacharie, « c'est le prophète même qui demande le prix qui lui est ensuite donné. Il le demande pour lui et à titre de récompense, c'est à lui qu'on le donne, et c'est à titre de récompense qu'on le lui donne. C'est lui-même qui le porte dans le temple, et c'est lui-même qui le donne au potier. Aucune de ces circonstances ne se trouve dans l'accomplissement ».

## Dans la culture populaire
- Dans la série Dr House, à la fin de l’épisode 09 de la saison 3, Wilson va voir l’inspecteur Tritter et lui demande s’il aurait 30 pièces d’or, laissant ainsi comprendre qu’il s’apprête à trahir son ami.
- Dans le film Robin des Bois, prince des voleurs (1991), le frère Tuck (Michael McShane) fait référence aux trente pièces d'argent pour dénoncer la corruption de l'évêque de Hereford (Harold Innocent (en)) avant de pousser ce dernier par la fenêtre d'une tour.
- La BD de Blake et Mortimer intitulée La Malédiction des trente deniers a comme élément principal l'histoire autour des 30 pièces d'argent.
- Dans l'épisode 15 de la saison 3 de The Big Bang Theory, Sheldon Cooper remet à Leonard Hofstadter 30 pièces d'argent pour lui signifier sa trahison de refuser de l'amener avec lui visiter le LHC.
- Dans le comic Civil War (de Mark Millar et Steve McNiven), Daredevil, avant de se faire enfermer par Tony Stark au nom de la Loi de Recensement des Super-héros, offre à ce dernier une pièce en argent qu'il avait cachée sous sa langue, avant de lui lancer : « Ça t'en fait 31 maintenant, non ? »
- Dans le clip musical [Lettre à un traître] de l'artiste Mister You, il fait référence à cette histoire en disant Sur le terrain l'amitié ça vaut que trente euros en rapport à un ami l'ayant trahi.
- Dans la série télévisée espagnole de mystère et d'horreur 30 Coins (espagnol: 30 monedas) créée par Álex de la Iglesia pour HBO Europe, les trente pièces d'argent sont la raison d'intrigues et de conspirations entre diverses factions religieuses et occultes.
- À la suite de l'invasion de l'Ukraine par la Russie en 2022, un membre du Service national des gardes-frontières d'Ukraine remet symboliquement trente pièces d'argent à l'ambassadeur de Biélorussie qui quitte le pays[3].
- Dans l'une des fins du DLC Phantom Liberty de Cyberpunk 2077, si V choisit de livrer So Mi à Solomon Reed, Johnny Silverhand critiquera V par cette phrase : « Tu sais déjà comment tu vas les dépenser, tes trente deniers ? »